# Новоуспеновка (Запорожская область)
Новоуспе́новка (укр. Новоуспенівка) — село,
Новоуспеновский сельский совет,
Весёловский район,
Запорожская область,
Украина.
Код КОАТУУ — 2321285701. Население по переписи 2001 года составляло 1014 человек.
Является административным центром Новоуспеновского сельского совета, в который, кроме того, входит село
Новоивановка.

## Географическое положение
Село Новоуспеновка находится на расстоянии в 0,5 км от села Новоивановка и в 6-и км от пгт Весёлое.
Через село проходит автомобильная дорога Т-0811.
Рядом проходит железная дорога, станция Украинская в 2,5 км.

## История
- 1861 год — дата основания как село Егорка, затем переименовано в село Сукновиловка.
- 1961 год — переименовано в село Новоуспеновка.

## Экономика
- «Агрос», ОАО.

## Объекты социальной сферы
- Школа I—II ст.
- Детский сад.
- Дом культуры.
- Фельдшерско-акушерский пункт.

## Достопримечательности
- Братская могила советских воинов.